# Thebais (Ägypten)

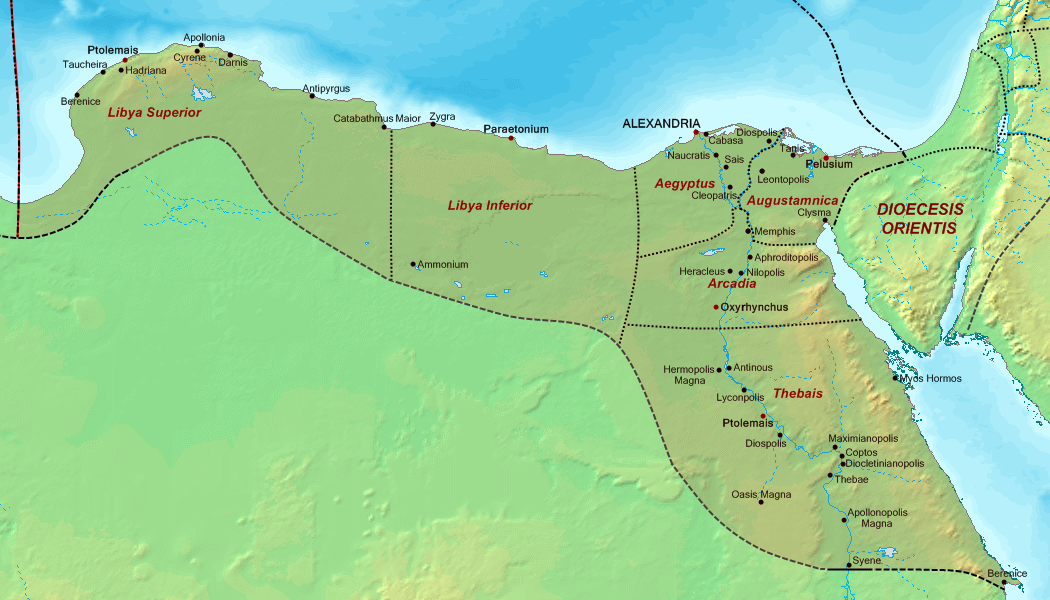
Karte der römischen Dioecesis Aegypti

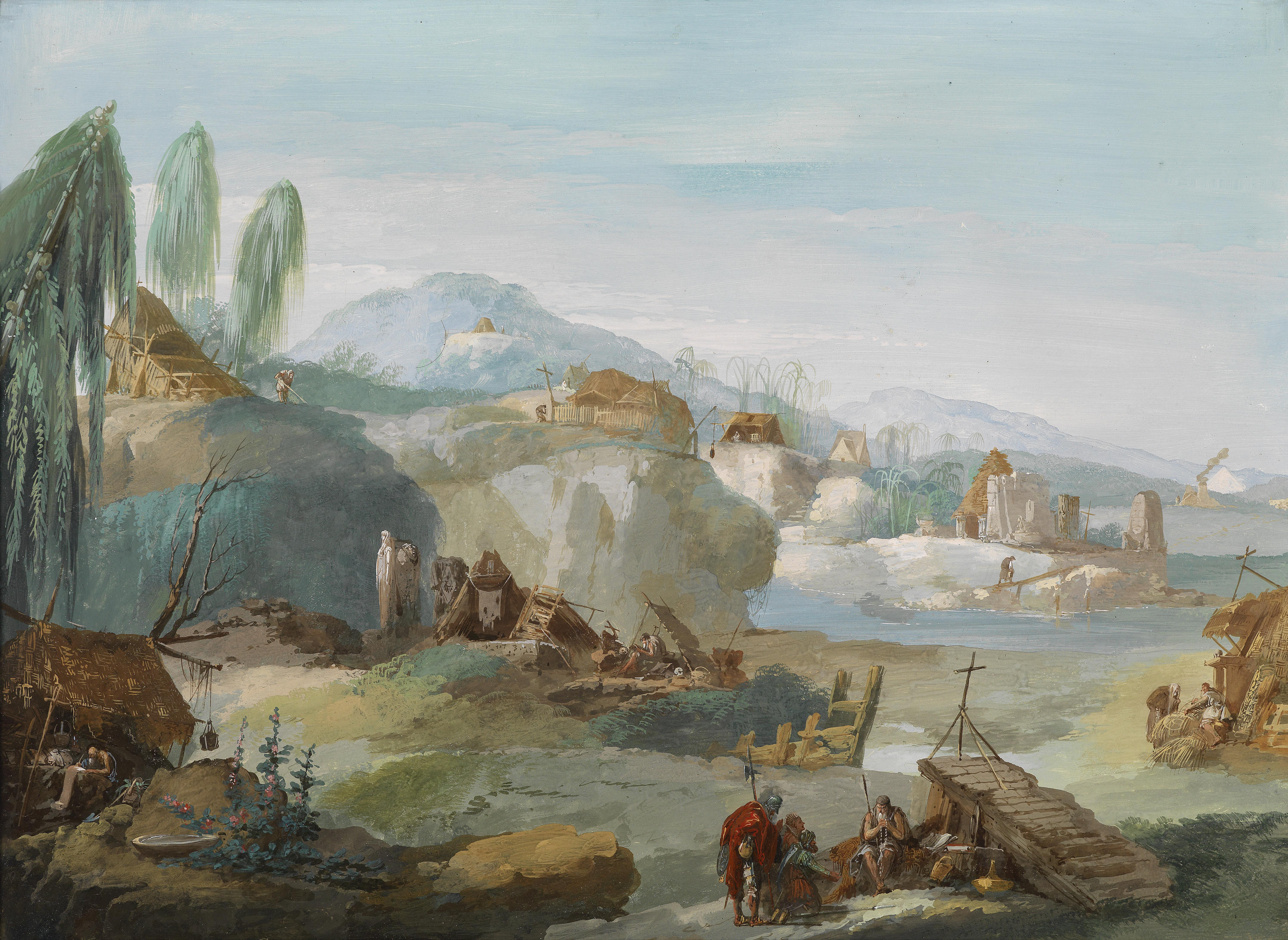
G. B. Bison: La Tebaide

Thebaïs (altgriechisch Θηβαϊς Thebaïs) wurde in der Antike die Gegend um die Stadt Theben in Ägypten bezeichnet. Hier ließen sich in der Felswüste bei der Stadt in frühchristlicher Zeit auch die thebaischen Einsiedler nieder, die ebenso nach der Gegend benannt waren wie Bilder, die das Leben der Eremiten zeigen.
Nach der Gebietsreform Ägyptens unter dem römischen Kaiser Diokletian 297 war Thebaïs neben Aegyptus und den beiden Lybia eine der vier ägyptischen Provinzen. Später wurde die Thebais in die Provinzen Thebais Superior und Thebais Inferior unterteilt. Im späten 4. Jahrhundert wurde sie Teil der Dioecesis Aegypti.

## Römische Auxiliareinheiten
In der römischen Kaiserzeit wurden die folgenden Auxiliareinheiten auf dem Gebiet der Thebais rekrutiert:
- Cohors I Thebaeorum
- Cohors II Thebaeorum